# بوروبریج
longitudeبوروبریجlatitudeبوروبریج
بوروبریج (به انگلیسی: Boroughbridge) یک منطقهٔ مسکونی در انگلستان است که در یورکشایر و هامبر واقع شده‌است.

## خصوصیات
بوروبریج ۳٬۲۱۰ نفر جمعیت دارد.